# Hamamelis ovalis
Hamamelis ovalis är en trollhasselart som beskrevs av S.W.Leonard. Hamamelis ovalis ingår i släktet trollhasslar, och familjen trollhasselfamiljen. Inga underarter finns listade i Catalogue of Life.